# ポストゥムス・コミニウス・アウルンクス
ポストゥムス・コミニウス・アウルンクス（ラテン語: Postumus Cominius Auruncus、生年不詳 - 紀元前486年？）は共和政ローマ初期の政治家・軍人。紀元前501年と紀元前493年に執政官（コンスル）を務めた。

## 経歴

### 最初のコンスルシップ
紀元前501年、アウルンクスはティトゥス・ラルキウス・フラウスと共に執政官に就任した。ティトゥス・リウィウスによれば、フラウスはローマ史上最初の独裁官（ディクタトル）となった人物である。他の資料では、この年にラティウム同盟との敵対が始まり、また奴隷に間に陰謀が広まったとする。

### 二度目のコンスルシップ
紀元前493年にスプリウス・カッシウス・ウェケッリヌスと共に執政官に就任。前年から始まっていたプレブス（平民）の離反を終結させた。両執政官はまた国勢調査も実施している（ローマの人口110,000人）。 執政官として、アウルンクスはウォルスキ族に対する軍事的勝利を収めている。アウルンクスはまずアンティウム（現在のアンツィオ）からの軍に勝利し、続いてロングラ（en）とポルッスカ（en）を占領した。さらに、コリオリ（en）を包囲し、その最中にアンティウムからの別のウォルスキ軍の攻撃を受けたものの、軍を分けて自らは援軍に対処し、ティトゥス・ラルキウス・フラウスに包囲を継続させ、ガイウス・マルキウス・コリオラヌスの活躍によりコリオリも占領した。しかし、コリオラヌスはこの後プレブスと対立し、ローマを追放されてウォルスキに亡命した。

### その後
紀元前488年、復讐のためにコリオラヌスがウォルスキ軍を率いてローマに進軍してくると、交渉のために派遣された執政官レベルで構成された使節団の一人となった。
セクストゥス・ポンペイウス・フェストゥス（en）の断片によれば、アウルンクスは紀元前486年に戦車競技場の近くで公開火あぶり刑にされた一人であるとする。ウァレリウス・マクシムス（en）は、執政官スプリウス・カッシウス・ウェケッリヌスが王位を狙い、この陰謀に加担したとして、護民官プブリウス・ムキウス・スカエウォラが同僚9人を火刑に処したとしている。しかし、マクシムスはカッシウスが護民官として土地分配法を制定しようとしたとも言っており、更に護民官の数が10人になるのはずっと後のことで、リストに載った人々が執政官クラスのパトリキ（貴族）系の人物であることから、この出来事は謎につつまれている。

## 参考資料
1. ↑  ティトゥス・リウィウス『ローマ建国史』、2.18.2–8
2. ↑  T.R.S. Broughton, The Magistrates of the Roman Republic (American Philological Association, 1951, 1986), vol. 1, p. 9.
3. ↑  ディオニュシオス『ローマ古代誌』、5.50.1–51.3
4. ↑  ゾナラス『歴史梗概』、7.13
5. ↑  Broughton, MRR1, p. 9.
6. ↑  リウィウス『ローマ建国史』、 2.33
7. ↑  ディオニュシオス『ローマ古代誌』、6.96.1
8. ↑  Broughton, MRR1, pp. 14–15.
9. ↑  リウィウス『ローマ建国史』、2.33.4–9
10. ↑  ディオニュシオス『ローマ古代誌』、6.91.1–94.2
11. ↑  ウァレリウス・マクシムス, Facta et Dicta Memorabilia, 4.3.4
12. ↑  プルタルコス,『対比列伝：コリオラヌス』、8.1–11.
13. ↑  Broughton, MRR1, p. 15.
14. ↑  ディオニュシオス『ローマ古代誌』、8.22.4–5
15. ↑  Broughton, MRR1, p. 19.
16. ↑  Festus, 180 in the edition of Lindsay; Broughton, MRR1, p. 21.
17. ↑  ウァレリウス・マクシムス, Facta et Dicta Memorabilia, 6.3.2
18. ↑  Broughton, MRR1, pp. 20–21.
19. ↑  ウァレリウス・マクシムス, Facta et Dicta Memorabilia, 5.8.2
20. ↑  Broughton, MRR1, p. 21, citing also Cassius Dio frg. 22 and Zonaras 7.17.